# Andrew Handyside and Company

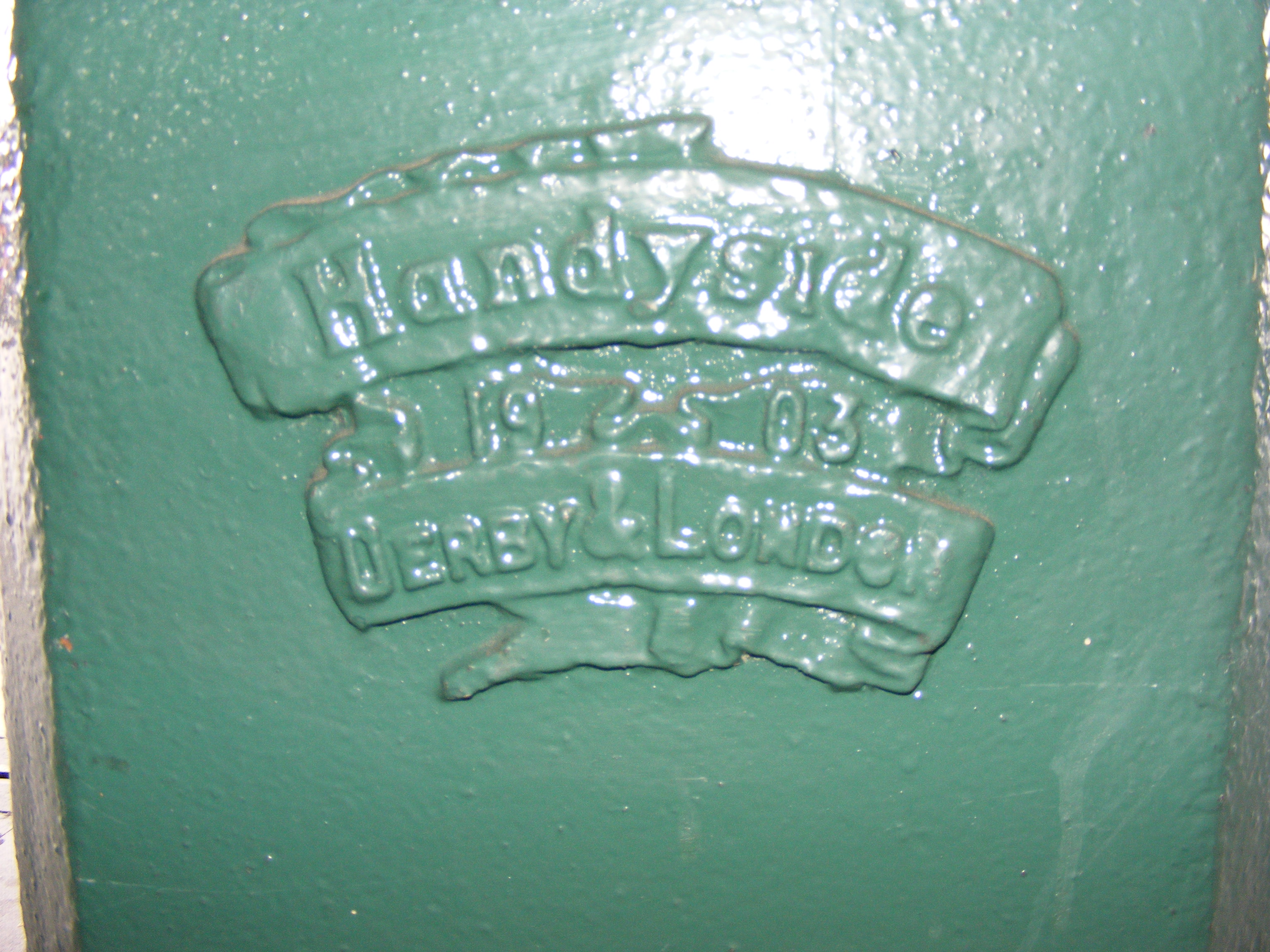
Detall d'un pilar estructural de l'estació de tren de Nottingham.

Andrew Handyside and Company fou una indústria de fosa del segle xix situada a Derby, Anglaterra.

Handyside, nascut a Edimburg (Escòcia) el 1805, va treballar en el negoci d'enginyeria del seu oncle Charles Baird a Sant Petersburg abans de fer-se càrrec de la indústria de fosa Brittania el 1848. Aquesta havia estat oberta per primer cop als voltants de l'any 1820 per Weatherhead i Glover per fondre ferro ornamental i havia aconseguit una gran reputació gràcies a dos factors: les bones habilitats dels treballadors i la qualitat de la sorra de modelatge local. Cap a l'any 1840 fabricaven components per vies de tren. Entre els primers clients hi havia els Derby Works de la Midland Railway, companyia a la qual proporcionaven blocs cilíndrics i altres tipus de ferro fos.
Tot i que els ornaments de ferro fos s'estaven passant de moda, fins a l'adveniment de l'acer hi hagué una demanda a l'alça d'enginyeria i de construcció amb bastides. L'empresa es va concentrar en millorar la resistència del material; aquesta, quan es mesurà a Woolwich el 1854, donà una resistència a tracció d'entre 20 i 23 tones per polzada quadrada, quan la norma dictava que havia de ser d'almenys 17. A més a més, van mantenir els trets artístics que els caracteritzaven.
La producció de l'empresa anava des dels elements decoratius per jardins fins a ponts per a trens. Produïen fanals per la nova il·luminació per gas dels carrers (n'hi ha un que encara existeix a Wardwick, Derby) i foren uns dels primers a produir les noves bústies estàndard de Correus. Fabricaren també prop de dos mil disseny diferents de marcs de finestra i, fins i tot, van crear una cúpula pel sostre del conservatori del ferrer Henry Bessemer. De fet, si es considera la petita superfície que ocupaven els edificis a la llera del riu Derwent, la producció global és certament destacable: per exemple, entre 1840 i 1746 es van produir quatre-cents ponts per la línia London, Brighton and South Coast Railway.
Durant certs períodes, la fàbrica també va produir laminadors, martells, forges i premses, primer per a ús propi i més tard per ús aliè, incloent-hi els nous molins productors d'acer.

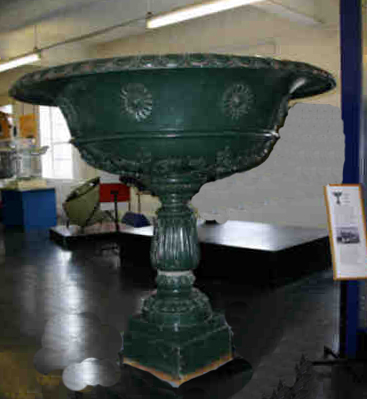
Un dels gerros creats per Handyseide pel Derby Arboretum, ca 1846. Aquest en concret es troba exposat al Derby Industrial Museum.

L'empresa va començar fabricant estructures en forma d'arc, com ara cobertes per estacions de tren, com per exemple la de l'estació de Glasgow (1854). En els anys 1870, els halls prefabricats de la companyia, construïts a partir d'elements estàndard, eren exportats arreu del món. El 1870 van construir el Wilford Toll Bridge, el 1871 el Trent Bridge (ambdós a Nottingham) i, el 1872, l'Albert Bridge, a Londres. Altres estructures i ponts foren construïts a Rússia, Japó, Àfrica, Amèrica del Sud, Canadà i Índia. Els components estructurals, com ara columnes de suport, també foren usats per arquitectes en molts països: un exemple pot ser la plaça major de Tampico (ciutat mexicana).
El 1874 Andrew Handyside va aconseguir avançar-se a tothom adonant-se que la depreciació d'edificis, plantes i maquinària s'hauria de realitzar depenent dels seus beneficis nets. Malauradament, l'inspector de taxes local no hi ha estat d'acord. L'empresa va guanyar en una apel·lació posterior però va perdre a la Court of Exchequer Chamber.
El 1877, la Great Northern Railway arribà a Derby gràcies a un llarg viaducte construït des de l'est per superar la vall del Derwent, tallant per la part nord de la ciutat, incloent-hi la Friar Gate. Per acontentar-ne els habitants, un bonic pont fou construït. Handyside el va construir juntament i se'n provà la seva resistència fent-hi circular sis locomotores de tren alhora. El mateix any, el Cheshire Lines Committee va obrir una nova línia i Handyside va fer les estructures de la Manchester Central station i la Liverpool Central railway station. Una altra estructura de l'empresa que encara existeix és el viaducte d'Outwood sobre el Bury, construïda el 1881. Tot i que la línia fou tancada el 1966, encara roman en peu i restaurat. El 1893 Handyside va proveir les estructures pel Manchester Ship Canal, incloent-hi l'aqüeducte de Barton Swing i el pont de Barton Swing.
L'estructura més gran construïda per Handyside —de la qual es diu que és la més gran del Regne coberta per una capa de ferro i vidre— fou el Hall Nacional d'Agricultura de Londres del 1886, que actualment es coneix com a Olympia.
Handyside va morir el 1887 i l'empresa va anar declinant fins que va tancar a principis del segle xx. La foneria va ser enderrocada per ser reemplaçada per una urbanització, els únics rastres restants eren la casa pública Furnace i el nom d'una carretera: Handyside Street.